# 普爾瓦河
52°12′40″N 23°21′10″E / 52.2111°N 23.3528°E
普爾瓦河是東歐的河流，流經白俄羅斯和波蘭，屬於西布格河的支流，河道全長54公里，流域面積535平方公里，河畔城鎮有維索科耶。